# Генрі Солт (єгиптолог)
Генрі Солт (англ. Henry Salt; 14 червня 1780, Лічфілд — 30 жовтня 1827, Дісук поблизу Александрії) — англійський мандрівник, художник, дипломат і єгиптолог.

## Біографія

### Молодість
Генрі Солт був восьмою дитиною в сім'ї лікаря Томаса Солта і Аліси, уродженної Батт. Він закінчив школу у власному місті, продовжив навчання у Бірмінгемі, де вчився його брат, Джон Батт Солт. Він рано почав цікавитися портретним живописом, ще в дитинстві почав вчитися у художника Джона Гловера, а в 1789 році вирушив до Лондона, де вчився у Джозефа Фарінгтона і Джона Гопнера. Через деякий час був змушений відмовитись від живопису, не зумівши набути репутацію.

### Ранні подорожі
Солт почав свої подорожі як секретар англійського шляхтича Джорджа Аннеслі, віконта Валентія. У червні 1802 року вони розпочали свою подорож до Індії через Капську колонію. Дорогою Солт досліджував Мис Доброї Надії і Червоне море. Джордж Аннеслі, описуючи Солта, характеризував його як «секретаря-художника»: він не тільки виконував функції помічника, але й замальовував місця. які зустрічались йому протягом подорожі. У 1805 році віконт Валентія наказав Солту вирушити в подорож до Абіссінії (нині Ефіопія), на зустріч з Вольде Селассіє, Расом Тиграю, для встановлення торгових відносин від імені Британії. Виконавши доручення, Солт повернувся в Англію 26 жовтня 1806 року. Подорожуючи додому, він проїжджав Єгипет, де зустрівся з пашою Мухаммедом Алі. Малюнки, які Солт зробив під час подорожі, потім були використані при укладанні твору Валентії Voyages and Travels to India, опублікованому в 1809 році.
Солт повернувся в Ефіопію в 1809 році з урядовою місією з розвитку торгових і дипломатичних відносин з негусом Егвалою Сейоном. Але, на жаль, заворушення в країні не дозволили йому зустрітися з імператором, тому замість нього він звернувся до свого знайомого Вольде Селассіє. Під час цієї подорожі, Солт взяв на себе додаткову місію з перевірки і уточнення інформації про регіон. Останні відомості з Ефіопії були отримані від шотландського мандрівника Джеймса Брюса вже досить давно. Солт повернувся до Англії в 1811 році з численними зразками рослин і ссавців. Найбільш прикметним був дікдік- досі невідома англійцям антилопа. В 1814 він опублікував книгу Подорож до Абіссінії і мандрівки внутрішніми районами цієї країни, виконана за наказом Британського уряду в 1809 і 1810 роках, яка містила згадки про культуру, географію, звичаї і топографію Ефіопії. Він також опублікував збірку малюнків під назвою Twenty-four Views Taken in St Helena, The Cape, India, Ceylon, Abyssinia and Egypt

### Генеральний консул в Єгипті
Завдяки своїй книзі та проведеній розвідці, Солт завоював собі ім'я в британському уряді, і коли в 1815 році відкрилося Генеральне Консульство в Єгипті, Солт був рекомендований лордом Валентією і призначений генеральним консулом. У 1816 році він прибув до Александрії та вирушив до Каїру, де заступив на посаду. Після облаштування в Каїрі він почав працювати над місією зі збирання старожитностей і артефактів для Британського Музею. Він вважав, що для цього спочатку треба налагодити добрі відносини з правителем Єгипту, пашею Мохамедом Алі. Солт виступав посередником, домовляючись про угоди щодо торгівлі та територіальних прав, і заробив прихильність Алі. Той надав Солту добру резиденцію в місті і місце при своєму дворі в обмін на допомогу в переговорах. Солт також спонсорував розкопки Фів та Абу-Сімбела, особисто проводячи значні археологічні дослідження пірамід Гізи та Сфінкса, що принесло йому похвалу від Жана-Франсуа Шампольйона за його допомогу в розшифровці ієрогліфів. У 1825 р. Генрі Солт за власний рахунок опублікував Нарис докторів Янга та М. Шампольйона про систему ієрогліфіки; з деякими додатковими відкриттями, за допомогою яких можна розшифрувати імена давніх царів Єгипту та Ефіопії.
Крім того, на посаді генерального консула Генрі Солт присвятив себе справі зібрання колекції старожитностей, хоча йому всіляко перешкоджав Бернардино Дроветті, який, звільнившись з посади, тепер мав час особисто контролювати пошук старожитностей по всій країні. Дроветті мав великі переваги перед британським суперником завдяки його глибоким знанням Єгипта, де він жив уже багато років, а також завдяки тісній дружбі з пашею Мухаммедом Алі. Але Солт не зупинився, і, вдавшись до тих самих методів, що і його суперник, він оточив себе фахівцями з пошуку старожитностей. У рік, коли він прибув до Каїру, він мав щастя зустріти як Джованні Бельцоні, видатну особу, який відразу ж став його головним агентом, так і Джованні Д'Атанасі, грека, відомого як Янні, який працював на нього в районі Фів з 1817 по 1827 рік. Завдяки своїм помічникам, Солт зміг за кілька років почати продавати свої артефакти.

### Смерть
30 жовтня 1827 року Генрі Солт помер у віці 47 років в селі Дісук в Єгипті. Його поховали в Александрії, де він перебував як генеральний консул. Картини, папери та артефакти, які він зібрав, залишаються у власності Британського музею.

## Робота та внесок в єгиптологію

### Колекції
Генрі Солт діяв грабіжницькими методами, які, на жаль, були основними в його часи. Так, він зруйнував одну з найкрасивіших гробниць Єгипту (могилу Небамуна), коли наказав своєму грецькому другу брутальним способом зруйнувати її стіни за допомогою пилок та ломів, щоб продати те, що він міг винести, до Британського музею. Перша його колекція містила артефакти та предмети, придбані Солтом у 1816—1818 рр. Коли їх відправили до Англії та оцінили фахівці, загальна вартість колекції оцінювалася приблизно в 8000 фунтів стерлінгів, хоча її придбали за набагато меншу суму. В підсумку колекцію продали в лютому 1823 року. Саркофаг Сеті I, основну частину колекції, придбав британський архітектор Джон Соун за 2000 фунтів, а решту за ту саму ціну придбав Британський музей.
Після зібрання своєї першої колекції Солт почав купувати те, що можна назвати його другою колекцією. Вона містила предмети, зібрані ним з 1819 по 1824 рр. Хоча основним наміром Солта було знову продати її Британському музею, цього разу за щорічну пенсію в розмірі 600 фунтів стерлінгів за його роботу на посаді консула, зрештою, пропозиція буде відхилена через ціну. Натомість, французька королівська родина хотіла придбати колекцію та показати її в Луврі, що вона і зробила в 1826 році на загальну суму 10 000 фунтів стерлінгів.
Решту життя Солт проводив, збираючи третю колекцію, де були представлені старожитності, придбані з 1825 року до його смерті в 1827 році. Ця колекція була продана Британському музею за 7000 фунтів через роки після його смерті.

### Відомі артефакти
- Голова Рамсеса II (Молодий Мемнон)[6]
- Саркофаг Сеті I[6]
- Голова і рука Тутмоса III[6]
- Мумія Хорнеджітефа[en]
- Саркофаг Рамсеса III
- Голова і ліва рука Аменхотепа III[6]
- Голова і верхня частина тулуба монументальної статуї Аменхотепа III[6]
- Статуя сидячого Аменхотепа III з гранодіориту.[6]
- Реставрована градіоритова статуя Аменхотепа III.[6]

## Галерея

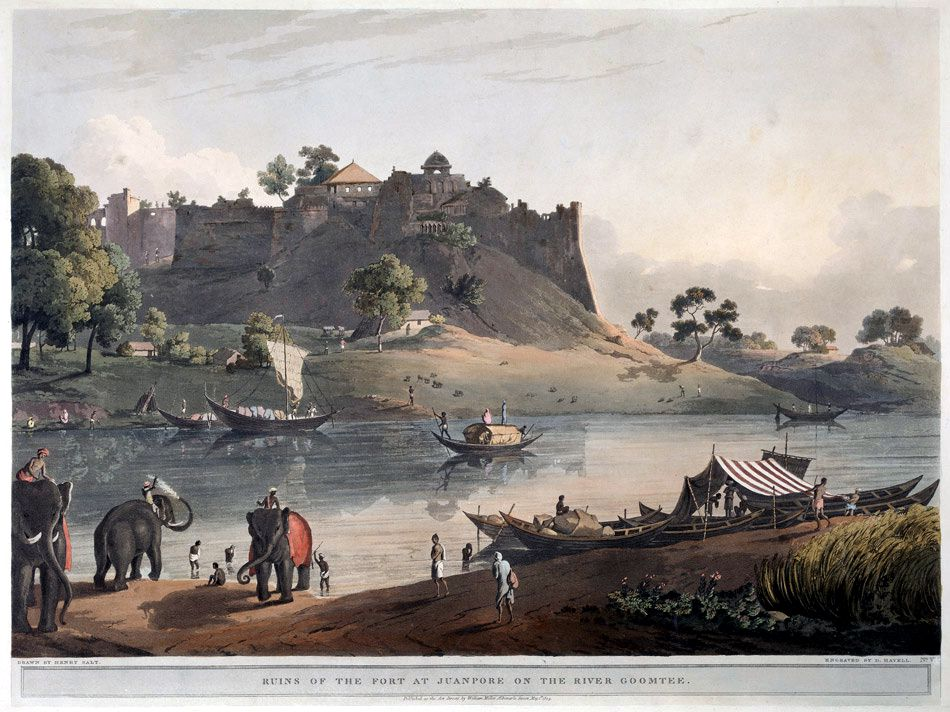
"Руїни форту Джаунпуру на річці Гумті"
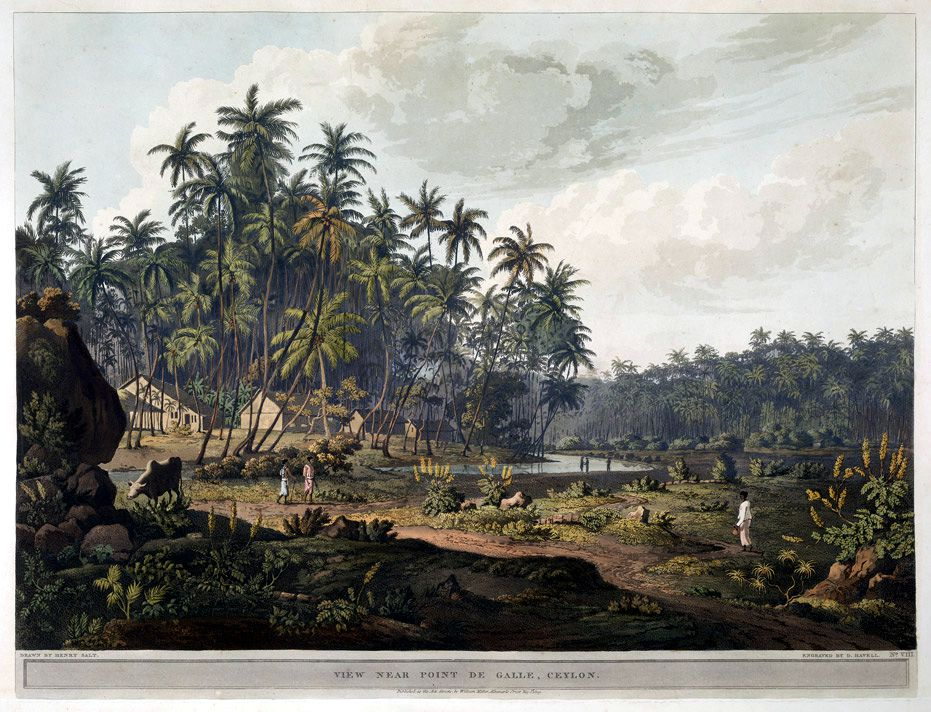
"Вид біля Галле, Цейлон"
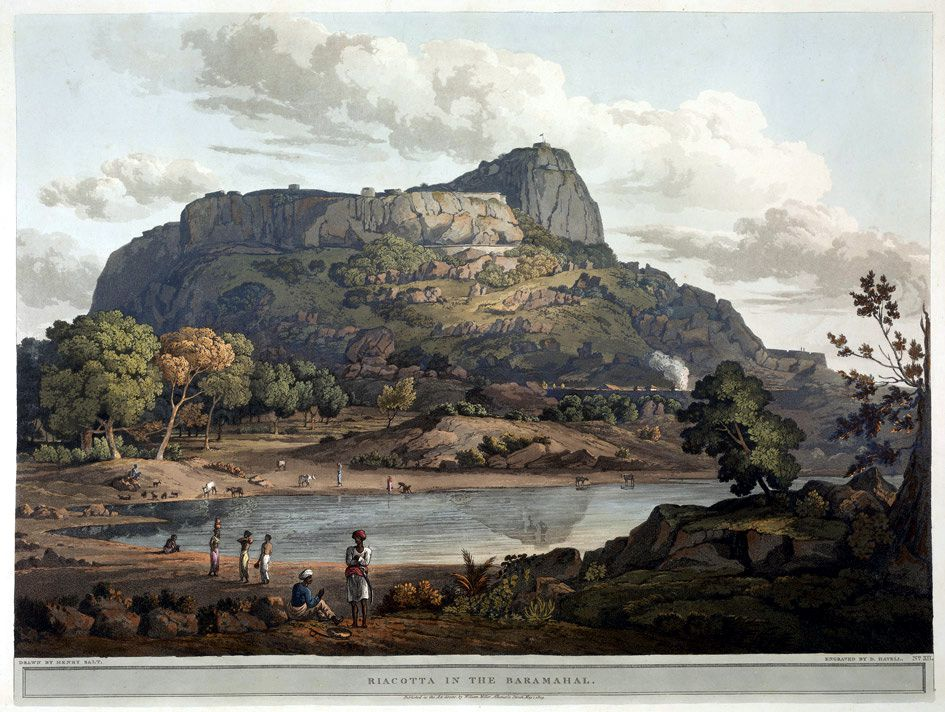
"Ріакотта в Барамахалі"